# Australie-Roumanie en rugby à XV
Cet article retrace les confrontations entre l'équipe d'Australie de rugby à XV et l'équipe de Roumanie de rugby à XV. Les deux équipes se sont affrontées trois fois en Coupe du monde et les Australiens ont remporté tous les matchs.

## Les confrontations
Voici la liste des confrontations entre ces deux équipes :
| No | Date            | Lieu                                               | Match                | Score  | Compétition              |
| -- | --------------- | -------------------------------------------------- | -------------------- | ------ | ------------------------ |
| 1  | 3 juin 1995     | Danie Craven Stadium, Stellenbosch, Afrique du Sud | Australie – Roumanie | 42 – 3 | Coupe du monde (Poule A) |
| 2  | 3 octobre 1999  | Ravenhill Stadium, Belfast, Irlande du Nord        | Australie – Roumanie | 57 – 9 | Coupe du monde (Poule E) |
| 3  | 18 octobre 2003 | Lang Park, Brisbane, Australie                     | Australie – Roumanie | 90 – 8 | Coupe du monde (Poule A) |

## Statistiques
|                                   | Australie                      | Roumanie                   |
| --------------------------------- | ------------------------------ | -------------------------- |
| Victoires                         | 3                              | 0                          |
| Nuls                              | 0                              | 0                          |
| Points                            | 189                            | 20                         |
| Essais                            | 27                             | 1                          |
| Meilleur réalisateur au total     | Matt Burke (27 pts)            | Petre Mitu (9 pts)         |
| Meilleur réalisateur sur un match | Elton Flatley (25 pts en 2003) | Petre Mitu (9 pts en 1999) |